# Вилсон, Ян
Ян Вилсон (Янис Вилсонс) (латыш. Jānis Vilsons, 10 января 1944, Бея — 18 января 2018) — советский латвийский гандболист, вратарь. Участник летних Олимпийских игр 1972 года, чемпион мира среди студентов 1968 года. Первый гандболист-участник Олимпийских игр из Латвии.

## Биография
Ян Вилсон родился 10 января 1944 года в селе Бея Валкского уезда Латвийской ССР (сейчас в Яуналуксненской волости Алуксненского края Латвии).
В 1967 году окончил электроэнергетический факультет Рижского политехнического института.
Играл в гандбол за рижские «Даугаву» (1961—1968), «Страуме» (1969—1970) и «Целтниекс» (1974—1978) и московский МАИ (1970—1973), его наставниками были Харий Чебриков, Нилс Грасис и Анатолий Евтушенко. В составе «Даугавы» стал бронзовым призёром чемпионата СССР (1967), в составе МАИ дважды выигрывал чемпионат страны (1971—1972) и завоевал серебро (1973), выиграл Кубок европейских чемпионов (1973).
В 1970 году в составе сборной СССР участвовал в чемпионате мира по гандболу, где советская команда заняла 9-е место.
В 1972 году вошёл в состав сборной СССР по гандболу на летних Олимпийских играх в Мюнхене, занявшей 5-е место. Играл на позиции вратаря, провёл 3 матча.
В течение карьеры провёл за сборную СССР 44 матча.
По завершении выступлений стал тренером. Работал в клубах «Олайне» и РШВСМ, Мурьянской спортивной гимназии, с юниорами и резервами «Целтниекса». Также работал начальником строительства.
Умер 18 января 2018 года.